# Elmo di Oppeano

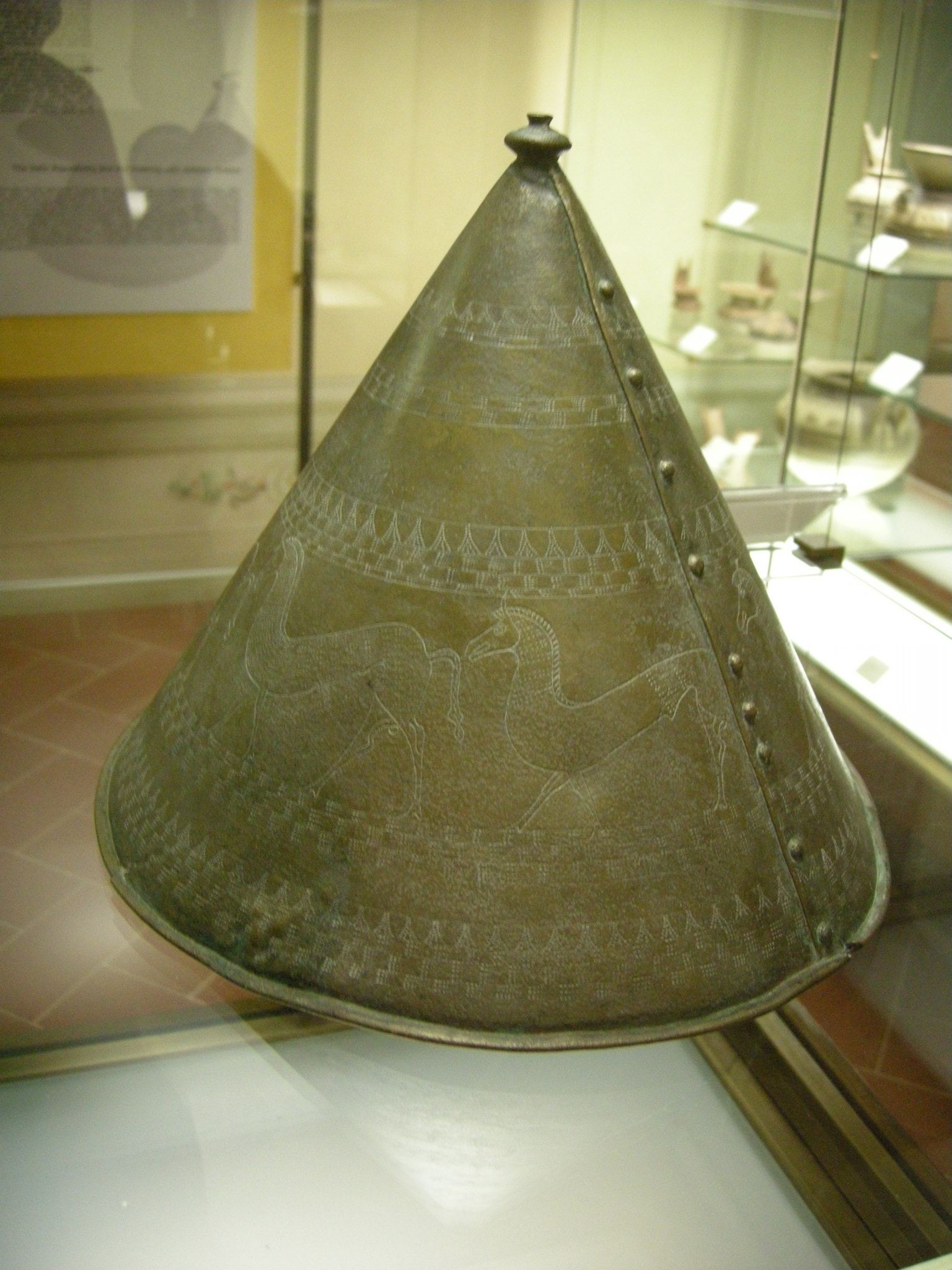
L'elmo di Oppeano (museo archeologico di Firenze)

L'elmo di Oppeano è un manufatto archeologico ritrovato alla fine dell'Ottocento a Montara, una località di campagna nel comune di Oppeano in provincia di Verona. È stato a lungo esposto nelle sale del Museo di Castelvecchio in Verona, fino a quando l'archeologo e politico italiano Luigi Pigorini l'ha voluto trasferire a Firenze dove tuttora si trova esposto nel Museo Archeologico Nazionale.

## Descrizione
Si tratta di un antico copricapo bronzeo di pregiatissima fattura, nella cui manifattura si riconosce l'influsso di ben tre culture: è un reperto molto raffinato, in particolare per le incisioni a bulino di stile celtico; le raffigurazioni iconografiche sono proprie del mondo etrusco; è legato a un uso probabilmente sacerdotale di ambiente paleoveneto. 
Si potrebbe trattare di un pileo sacro di uso rituale.
Raffigurazioni che paiono indossare lo stesso elmo sono presenti sulla situla di Providence, datata 550-500 a.C. Questo lo renderebbe dunque un oggetto ad uso militare e non cerimoniale. Sono presenti scarse informazioni sul suo effettivo utilizzo.

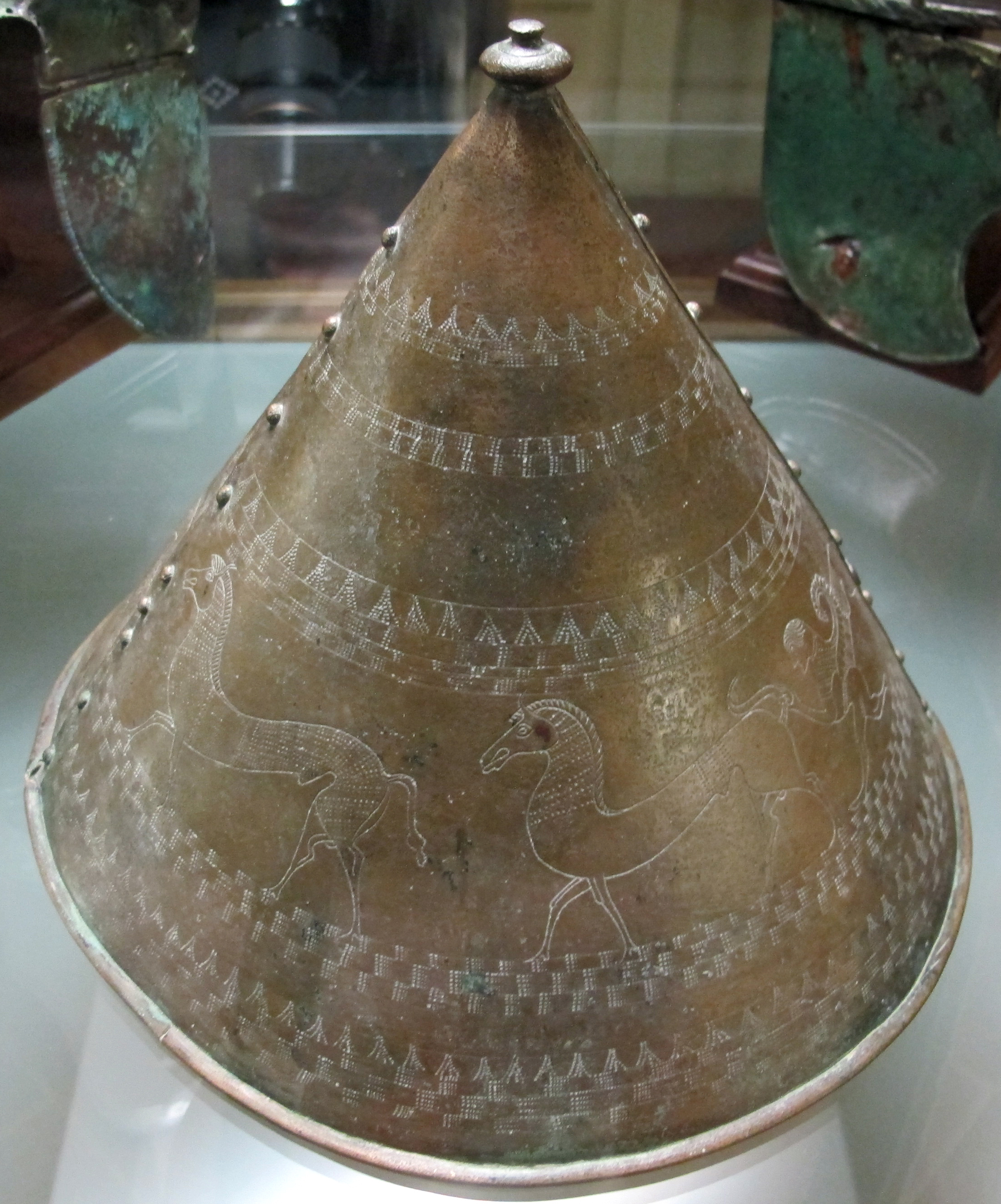
L'elmo di Oppeano. La lavorazione a bulino.